# I'll be there (AAA單曲)
《I'll be there》是日本音乐团体AAA的第43张单曲，於2015年1月28日由avex trax发售。

## 概要
- 《I'll be there》是AAA出道十週年的計劃 - 連續7個月單曲發行的第一作。
- 主打曲《I'll be there》由浦田直也作開頭。
- 有別於前作，此單曲並未收錄任何B面曲。
- 此單曲只有「CD ONLY」1個版本。
- 在2月9日於公信榜单曲週排行榜取得第4位。

## 收錄内容

### CD
1. I'll be there
（作詞：Mio Aoyama / Rap詞：Mitsuhiro Hidaka / 作曲：M.I,Shun Kusakawa,Kohei Yokono）
2. I'll be there (Instrumental)